# 薮犬小夏
藪犬 小夏（やぶいぬ こなつ、7月10日 - ）は、日本の漫画家。女性。佐賀県出身、愛知県名古屋市在住。血液型はA型。

## 経歴
主に自身やその周辺の人物をメーンとした4コマ漫画やコミックエッセイを描いている。リアリティーを重視した作品が多い。
現在、芳文社の超本当にあった(生)ここだけの話や、ぶんか社等の漫画誌で作品を連載している。3歳年上の友人女性「のんちゃん」と2018年の夏頃までルームシェアしていた。猫を飼っている。友人や飼い猫も作中にしばしば登場する。
好みの男性のタイプは元中日ドラゴンズの和田一浩。兄が1人いるが、音信不通であることを自身のツイッターで告白している。

## 作品
- 本当にあった（生）まるごと藪犬小夏SP（2009年5月28日発行、芳文社、まんがタイムMyPalコミックス）ISBN 978-4-8322-6745-9